# Лициний Прокул
Лициний Прокул (на латински: Licinius Proculus) е политик на Римската империя.
Той е приятел на император Отон и става през 69 г. преториански префект с Публий Сабин след Корнелий Лакон и Плотий Фирм. След първата битка при Бедриакум (днес Калватоне) на 14 април 69 г. той е извинен от победителя император Вителий.